# Баталпашинский район
Баталпашинский район — административно-территориальная единица в составе Карачаево-Черкесской АО и Северо-Кавказского края, существовавшая в 1924—1931 годах. Центр — станица Баталпашинская.
Баталпашинский район был образован 2 июня 1924 года в составе Карачаево-Черкесской АО. 26 апреля 1926 года Карачаево-Черкесская АО была разделена на Карачаевскую АО и Черкесский национальный округ, а 1 мая Баталпашинский район был передан в состав Армавирского округа Северо-Кавказского края. В состав района были включены Баталпашинский, Зеленчукский, Исправненский, Кардоникский, Красногорский, Николаевский, Овечкинский, Сторожевой и Усть-Джегутинский с/с.
В 1930 году окружная система в СССР была упразднена и Баталпашинский район перешёл в прямое подчинение Северо-Кавказского края.
10 июля 1931 года Постановлением Президиума ВЦИК Баталпашинский район был упразднён. При этом Баталпашинский, Николаевский, Овечкинский и Сторожевой сельсоветы были переданы Черкесской АО, а Зеленчукский, Кардоникский, Красногорский и Усть-Джегутинский сельсоветы — Карачаевской АО. Исправненский и Фроловский сельсоветы были переданы в Отрадненский район Северо-Кавказского края.
20 ноября 1931 года дополнительным постановлением Президиума ВЦИК было уточнено, что:
1. Баталпашинский район Северо-кавказского края упразднить, распределив его территорию следующим образом:
а) Сельсоветы Зеленчукский, Кардоникский, Красногорский и Усть-джегутинский, со всеми входящими в их состав населёнными пунктами, отнести к автономной Карачаевской области;
б) Ново-хопёрский хутор из Овечкинского сельсовета отнести к Курсавскому району;
в) Балахоновский хутор из Баталпашинского сельсовета отнести к Невинномысскому району;
г) сельсоветы Исправный и Фроловский отнести к Отрадненскому району;
д) Баталпашинский сельсовет, за исключением Балахоновского хутора, весь Николаевский сельсовет, Овечкинский сельсовет, без Ново-хопёрского хутора, Сторожевой сельсовет полностью и земли зерносовхоза и совхоза "Овцевод" отнести к автономной Черкесской области.
2. Земли бывш. Баталпашинского зерносовхоза, находящиеся в Ессентукском районе, включить в состав автономной Черкесской области.
3. Земли бывш. Баталпашинского отделения совхоза "Овцевод", находящиеся в Исправненском сельсовете, Отрадненского района, включить в состав автономной Черкесской области.